# Slanke dolfijn
De slanke dolfijn of Pantropische gevlekte dolfijn (Stenella attenuata) is een soort dolfijn, die voorkomt in alle warme zeeën. Het is een van de algemenere walvisachtigen. De Atlantische gevlekte dolfijn (Stenella frontalis) werd vroeger tot deze soort gerekend, maar wordt nu als een aparte soort beschouwd.

## Beschrijving
Zoals de naam al aangeeft, heeft de slanke dolfijn een slank, gestroomlijnd lichaam. De bek is slank, met veertig paar kleine, kegelvormige tanden in beide zijden. De flippers zijn slank en lopen spits toe, evenals de staartvin. De rugvin is hoog en sikkelvormig.
Op de rug, van de snuit tot vlak onder de rugvin, loopt een donkergrijze vlek in de vorm van een mantel. Deze mantel bedekt de helft van de flanken. De rest van de flanken is lichter van kleur, terwijl de buik wittig is. Rond de ogen lopen zwarte cirkels. Van de voorvinnen tot de mondhoeken loopt een zwarte streep. Het uiteinde van de snuit en de lippen van volwassen dolfijnen zijn wit. Het lichaam is bedekt met vlekken, die in aantal en grootte toenemen naarmate het dier ouder wordt. Jonge dieren zijn ongevlekt. De eerste vlekken ontwikkelen zich op de buik. De vlekken op de buik zijn donker, op de flanken en de rug licht.
De slanke dolfijn wordt 160 tot 260 centimeter lang en tot 120 kilogram zwaar. Mannetjes zijn groter dan vrouwtjes, ongeveer 220 centimeter tegenover een gemiddelde lengte van 207 centimeter bij vrouwtjes. Ook zijn dieren die in kustwateren voorkomen zwaarder gebouwd dan dieren die op volle zee leven, en dieren in koudere wateren groter dan dieren in warmere wateren. Kustdolfijnen hebben tevens een dikkere snuit en meer vlekken.

## Verspreiding en gedrag

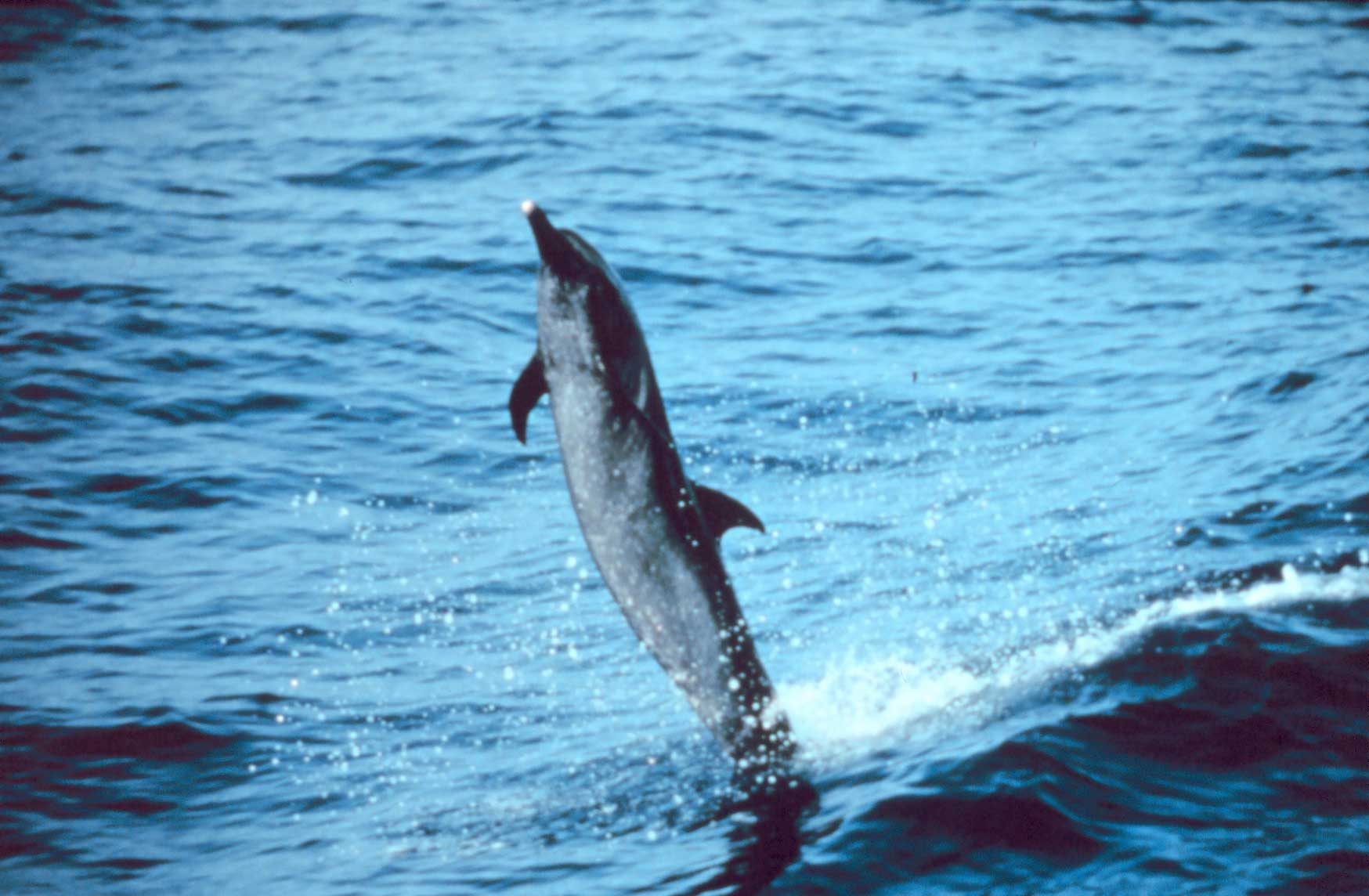
Springende slanke dolfijn

Hij komt voor in alle tropische en subtropische zeeën, voornamelijk in wateren die het gehele jaar door boven de 22 °C zijn. Slanke dolfijnen zijn sociale dolfijnen, die in kleine groepjes voorkomen. Hij kan eveneens regelmatig worden waargenomen in grote scholen, die soms uit wel duizenden dieren kunnen bestaan. Vaak kunnen ze samen met andere diersoorten worden waargenomen, als spinnerdolfijnen (Stenella longirostris) en tonijn (voornamelijk de geelvintonijn). Dieren in kustwateren leven in kleinere groepjes. Slanke dolfijnen jagen voornamelijk op oppervlaktevissen als makreel en vliegende vissen, evenals pijlinktvissen. Het zijn zeer actieve dolfijnen, die regelmatig uit het water opspringen, salto's maken, surfen op de golven en met hun staart op het water slaan.

## Voortplanting
De jongen worden geboren in mei en september na een draagtijd van negen tot twaalf maanden. Het jong is bij de geboorte gemiddeld 82,5 centimeter (tropische Stille Oceaan) of 89 centimeter (noordwesten Stille Oceaan) lang. De zoogtijd duurt zo'n twaalf maanden. Het jong blijft minstens twintig maanden bij de moeder. Mannetjes zijn geslachtsrijp als ze ongeveer twaalf tot veertien jaar oud en 194 centimeter lang zijn, vrouwtjes als ze ongeveer negen tot twaalf jaar oud en 180 à 181 centimeter lang zijn. In tropische zeeën worden de dieren een jaar eerder geslachtsrijp. De slanke dolfijn kan 44 jaar oud worden.

## Bedreiging
De slanke dolfijn is een van de meest voorkomende dolfijnen ter wereld. In de oostelijke Stille Oceaan leven bijvoorbeeld zo'n 3,5 miljoen dieren. Toch komen veel dieren om in de netten van tonijnvissers. Vooral de komst van het zaknet, eind jaren vijftig heeft veel schade gedaan: in die tijd kwamen honderdduizenden slanke dolfijnen per jaar om in netten. Dit komt doordat er gericht werd gevist: waar slanke dolfijnen waren, waren meestal ook geelvintonijnen te vinden. In de jaren tachtig kwamen er maatregelen om de dolfijnen uit deze netten te redden. Voor de kust van onder andere Japan en de Salomonseilanden wordt er gericht op deze soort gejaagd.